# Abbey Stadium
O Abbey Stadium é um estádio de futebol localizado em Cambridge,Cambridgeshire, Inglaterra. É a casa do Cambridge United desde 1932, e atualmente tem a capacidade máxima para 8.127  torcedores.

## História
O Abbey United (como o clube era então conhecido nos anos 1930) tinha mudado sua sede para Parker's Piece, no início da temporada 1930-31 . Apesar do significado especial de Parker's Piece na história do futebol, sendo o primeiro lugar onde as regras de Cambridge foram utilizadas, a falta de capacidade de público e constantes interrupções ocorridas durante as partidas levou o time a procurar outra sede.

### Primeira Partida
A primeira partida jogada no Abbey Stadium foi um amistoso contra uma equipe da Cambridge University, em 31 de agosto de 1932. O recorde de presença de público (em torno de 14.000 expectadores) também foi em um amistoso, contra o Chelsea para marcar a inauguração dos novos holofotes do estádio, em 1 de maio de 1970.

#### Direitos de Nome
Com dificuldades financeiras, a partir de 2009, o clube vendeu os direitos de nomeação do estádio e passou a ter o nome R Costing Abbey Stadium , depois que uma empresa comprou tais direitos. Alguns dos rendimentos foram usados para remodelar a fachada e parte externa do estádio, como os escritórios do clube que estavam alojados em espécies de contêineres.

## Estrutura e instalações

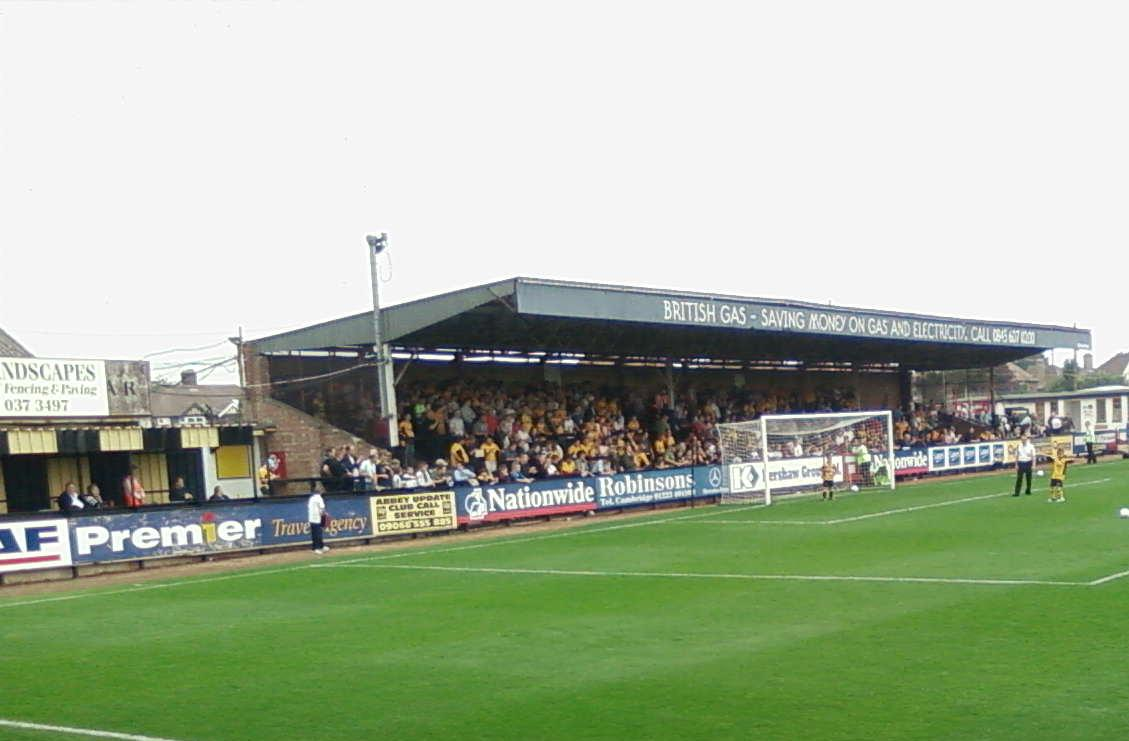
Arquibancada Norte

O estádio é dividido em quatro arquibancadas(setores) de camada única, com exceção da principal, todas cobertas. Os setores no Abbey Stadium são os seguintes: Setor Principal (Leste), que possui dois níveis e ambos com cadeiras, o Marston's Smooth Stand (Sul), o setor mais novo, que é o chamado Habbin (oeste), e por último a arquibancada chamada Newmarket, que fica atrás da goleira norte.
A Arquibancada Central é o principal setor, com maior número de cadeiras. Dentro do estilo de estádios ingleses do Século XX, as arquibancadas são setores não interligados, possuindo espaço vazio entre um e outro setor.
Para os torcedores de equipes visitantes, o local destinado é o Setor Sul, também conhecido como The Marston’s Smooth Stand, com capacidade para 1.600 torcedores visitantes, todos sentados, algo incomum  em estádios de clubes de ligas inferiores inglesas.